# Cima sud (Everest)
La Cima sud del monte Everest è la seconda vetta più alta sulla Terra, ed è una vetta sussidiaria di quella primaria del monte Everest. Sebbene la sua altezza sul livello del mare di 8.749 metri sia effettivamente più elevata della seconda montagna più alta sulla Terra, il K2 (la cui cima è 8.611 metri sul livello del mare), essa è considerata solo una vetta separata e non una montagna separata in quanto la sua prominenza (grosso modo, una misura di quanto lontano si proietta sulla linea di contorno adiacente) è di soli 11 metri.

## Descrizione
La vetta, a forma di cupola, è formata da neve e ghiaccio ed è collegata alla cima del monte Everest dalla Traversata in Cornice (Cornice Traverse) e dal Gradino Hillary (Hillary Step). Fu scalata per la prima volta da Charles Evans e Tom Bourdillon nella spedizione britannica sul monte Everest del 1953, il 26 maggio 1953. Il gruppo non fu in grado di continuare fino alla vetta primaria, ma nella seconda scalata, questa volta ad opera di Edmund Hillary e Tenzing Norgay, la Cima sud fu usata per raggiungere la vetta principale. La distanza che separa le due cime è approssimativamente 130 metri.
Un geologo durante una spedizione indiana sull'Everest del 1965 scoprì un deposito di fossili di conchiglie marine nel calcare circa 30 m sopra la Cima sud. Questa spedizione portò nove scalatori sulla cima principale. Durante la sua prima ascensione del Monte Everest senza ossigeno artificiale nel 1978, Reinhold Messner descrisse la Cima sud come "davvero una pietra miliare per me".
Durante il disastro sul monte Everest del 1996, la guida alpinistica Rob Hall e altre tre persone morirono presso la Cima sud mentre discendevano dalla cima principale a causa di un'inattesa bufera di neve. Hall sopravvisse durante la notte, e il giorno seguente stabilì il contatto radio, ma morì congelato più tardi durante quel giorno, 11 maggio 1996. Il suo corpo rimane sulla Cima sud.